# Edvin Marton

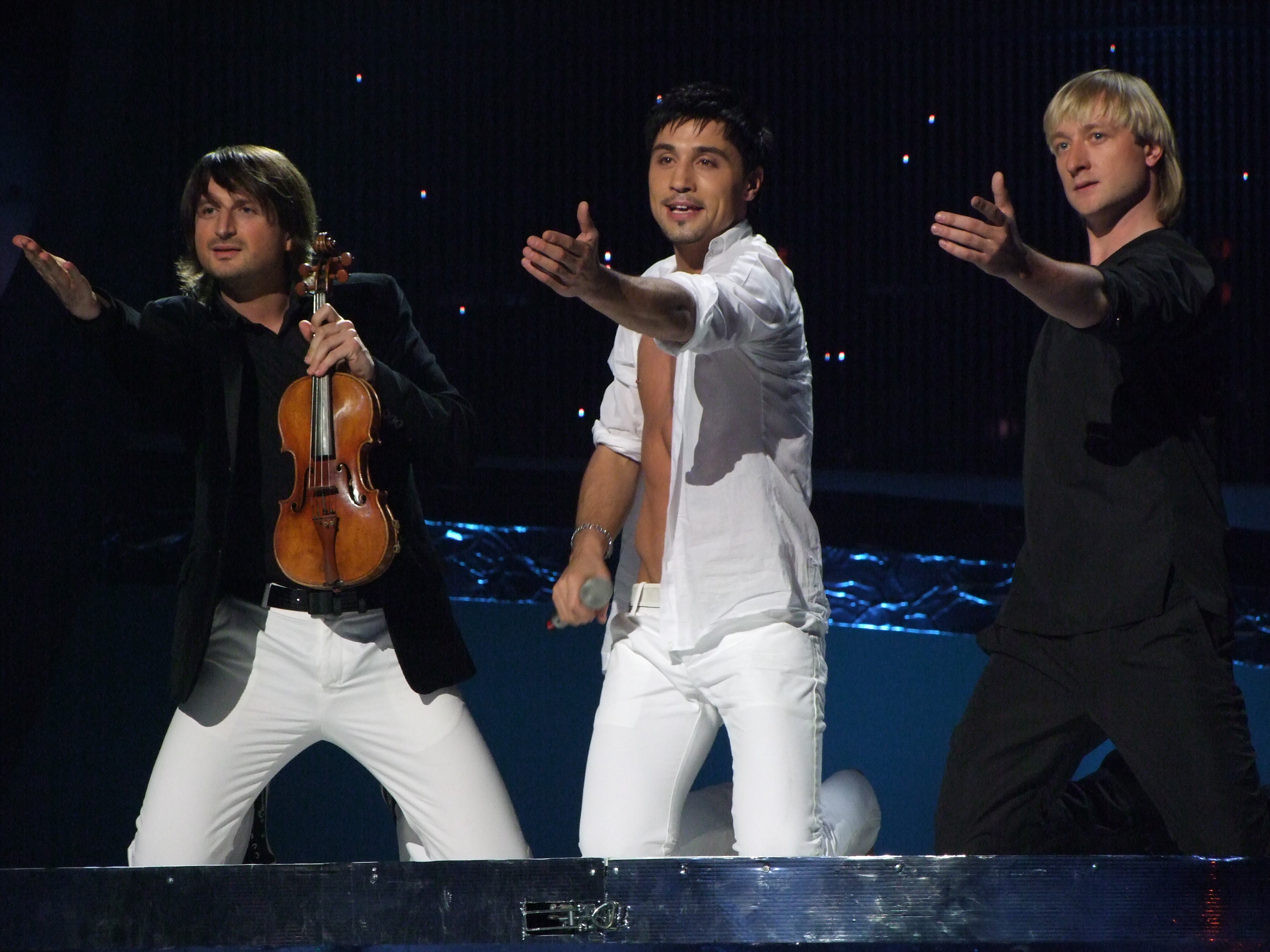
Edvin Marton, Dima Bilán, Evgeni Plushenko en Belgrade, 2008.

Edvin Marton (Vílok, Ucrania, 17 de febrero de 1974) es un compositor y violinista húngaro. Su nombre completo es Csűry Lajos Edvin (Lajos Edvin Csűry, en inglés). Está casado con una modelo llamada Adriana, su hijo se llama Maxi Szekeres. Se hizo conocido como violinista por patinadores, principalmente por Evgeni Plushenko, Stéphane Lambiel y otros que frecuentemente han usado su música en sus repertorios.

## Biografía
Alternando entre los clásicos del pop y el más reciente, el álbum Stradivarius incluye Tosca Fantasy, Romeo y Julieta que fue desempeñado por Edvin a los Juegos Olímpicos De Torino 2006. Su actuación de patinaje artístico con la Medalla de Oro Ganadores Evgeni Plushenko, Tatiana Totmianina y Maxim Marinin fascinado a más de 500 millones de espectadores delante de las pantallas de televisión. Gracias a este desempeño Edvin Marton podría ser el primer húngaro para recibir el premio Emmy a la mejor composición del año, en mayo de 2006 en Nueva York. El álbum lleva el nombre de Antonio Stradivarius que es el tesoro de violín que lleva Edvin. El valor del violín es aproximadamente 4 millones de dólares.
Edvin Marton es uno de los pocos artistas de Hungría que fue capaz de crear a sí mismo un artista y la personalidad en un nivel mundial durante los últimos años. Él conquistó los corazones de audiencias en todos los continentes. Sentir el pulso de nuestro tiempo, componer por sí mismo combinación de ritmos modernos y violín, su música llegó a casi todos los países en el mundo. Después de ganar el Premio de Oro de Violín que se firmó con Sony-BMG. El reflexivo optimista siempre ha transformado sus impresiones en sus propias canciones. A los 25 años escribe Arte en el hielo de una pista también compuesto por el mismo. Esta música es tan popular que más de 280 millones de personas lo ven en la televisión para llevar a cabo sobre el hielo la figura de patinaje del Campeón del Mundo Evgeny Plushenko. Se convirtieron en amigos y han creado un espectáculo fascinante llamado reyes en hielo. Performed con celebridades como Seal, Zucchero o Supertramp, saltó sobre el escenario con Gloria Gaynor para un improvisado encore, en una gira por Alemania, Suiza, Oriente Medio y mucho más. Al igual que ningún otro artista Edvin Marton entiende la forma de vincular a las personas de diferentes culturas y edades. Su música y su personalidad son capaces de mover gente de todo tipo de diferentes naciones, sociedades y generaciones en una manera muy positiva. . La mayoría de ellos se encuentran en museos. El sonido es tan suave que después escuchar e incluso la Princesa de Brunéi fue sorprendida y lo invitó a Dubái. 2006 es un año muy impresionante de crear el nuevo espectáculo - Stradivarius Concert.

## Educación
- En 1983: La Academia Chaikovski, Moscú
- En 1991: Academia de música Liszt Ferenc (Zeneakadémia, Budapest)
- En 1994: Escuela de música Julliard en Nueva York
- En 1995: Se graduó en la Academia de Música en Viena

Desempeña un violín Stradivarius, que le prestó de por vida un Banco Suizo. "El violín que estoy usando es de 1697, se trata de un Stradivarius y fue realmente Paganini quien lo utilizó 300 años atrás. Gané la oportunidad de tocarlo cuando gané un concurso en Montreal en 1996."

## Discografía
- 1996 - Sarasate.
- 2001 - Strings ‘N’ Beats.
- 2004 - Virtuoso.
- 2006 - Stradivarius.
- 2010 - Hollywood

## Participación en Eurovisión 2008
Fue el violinista de Dima Bilán para el festival de Eurovision 2008, representando a Rusia con el tema Believe. Fueron ganadores de dicho festival, celebrado en el Belgrade Arena de la capital de Serbia, dando la primera victoria a Rusia en Eurovision.